# 나래중학교
나래중학교(나래中學校)는 대한민국 경기도 김포시에 있는 공립 중학교이다.

## 연혁
- 2022년 3월 1일 : 나래중학교 개교(10학급)
- 2022년 3월 1일 : 초대 조남미 교장 취임
- 2022년 3월 2일 : 제1회 입학식(315명), 1학년 10학급 편성